# Languédias
Languédias är en kommun i departementet Côtes-d'Armor i regionen Bretagne i nordvästra Frankrike. Kommunen ligger i kantonen Plélan-le-Petit som tillhör arrondissementet Dinan. År 2022 hade Languédias 558 invånare.

## Befolkningsutveckling
Antalet invånare i kommunen Languédias
Referens:INSEE